# Rishabha

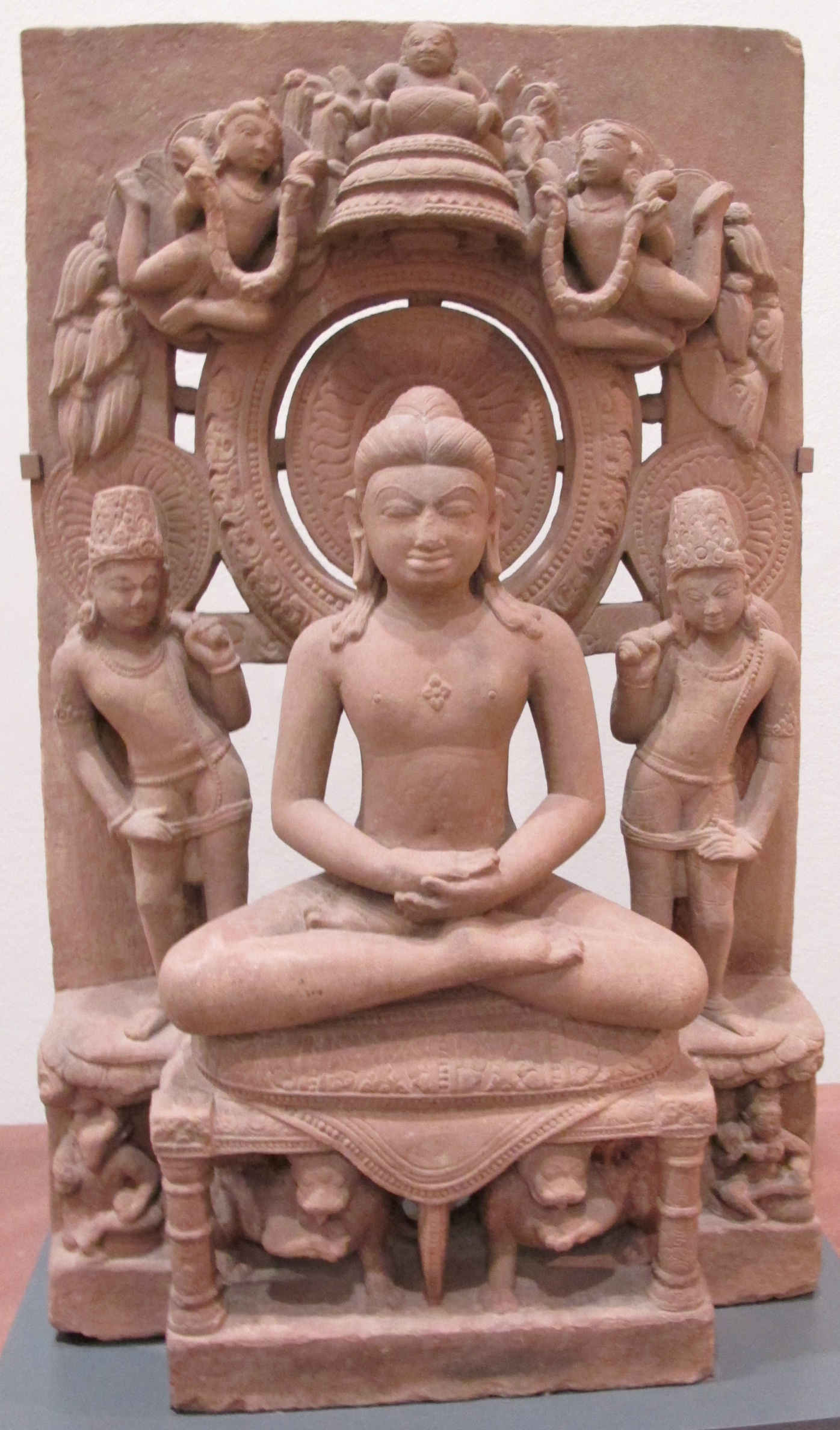
Sitzender Rishabha oder Adinath (um 850)

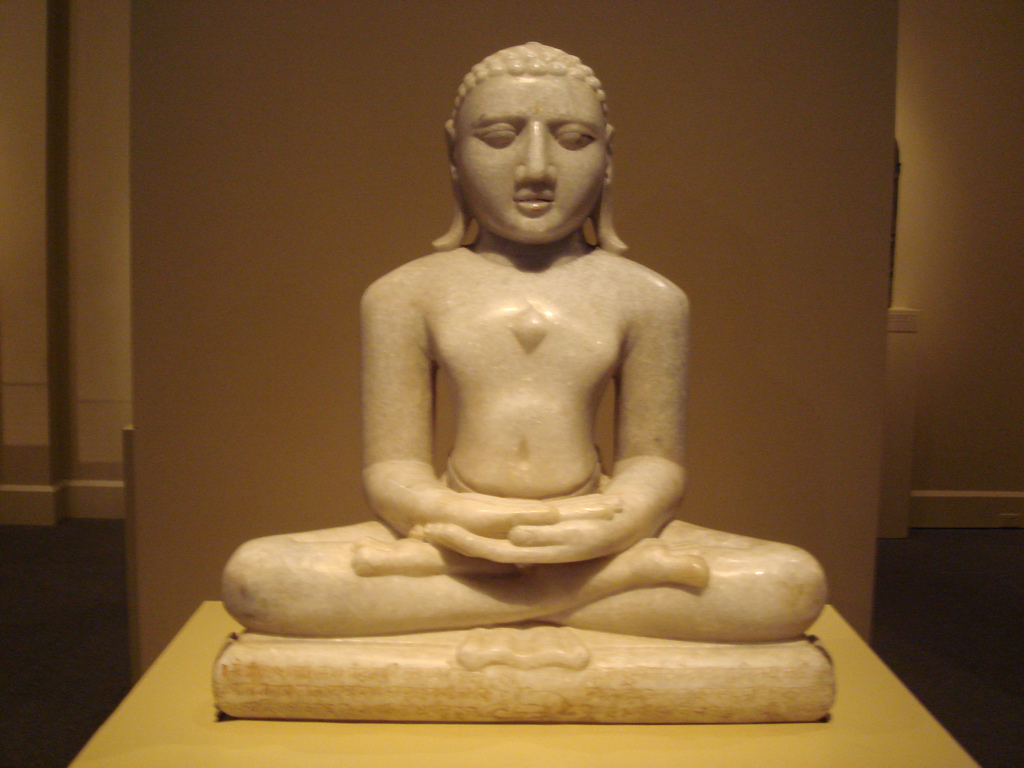
Sitzender Rishabha oder Adinath (um 1000)

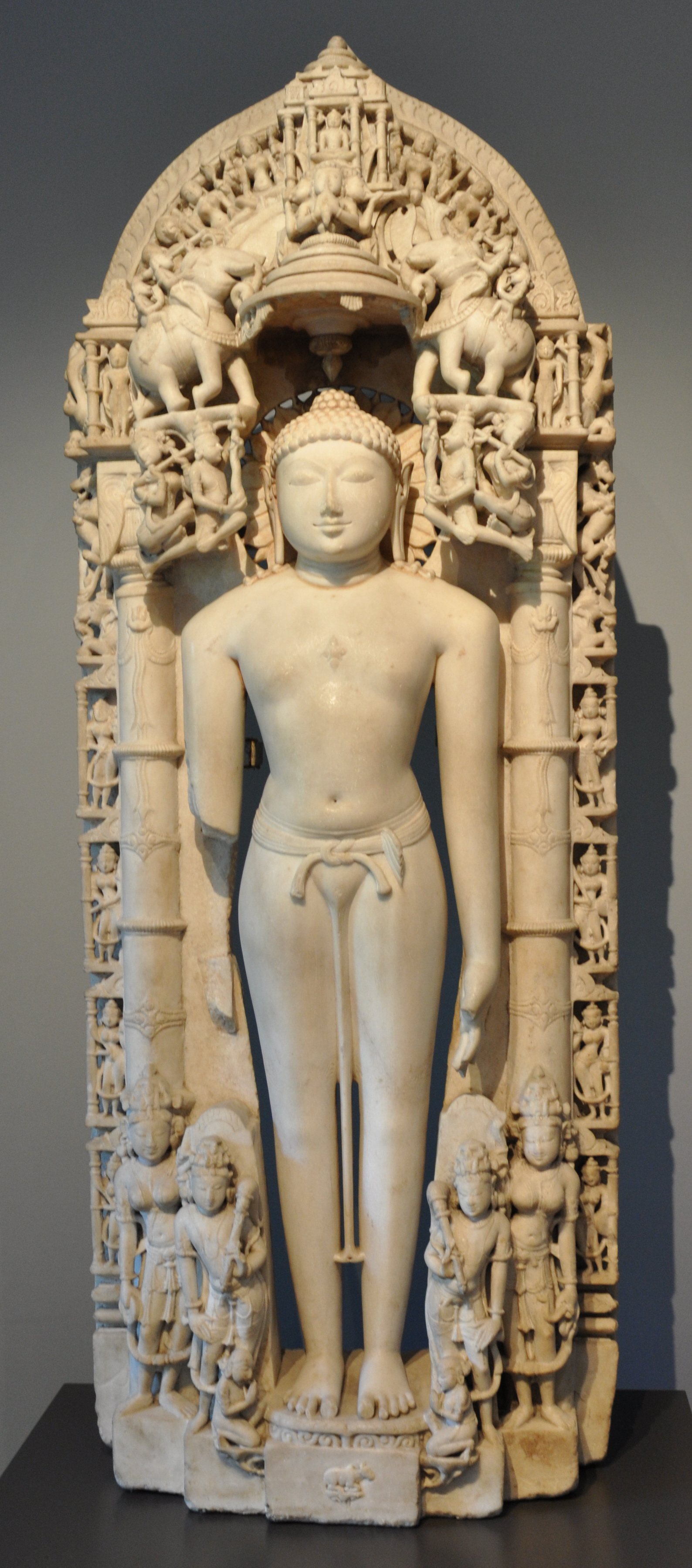
Stehender Rishabha oder Adinath (um 1150)

Rishabha (Sanskrit ऋषभ ṛṣabha), Rishabhanata (häufig auch Adinath = ‚Ahnherr‘) gilt gemäß der Überlieferung als der erste Tirthankara (‚Furtbereiter‘) und somit als Gründer des Jainismus in Indien. Das Bhagavatapurana berichtet von seinem Wanderleben und der Begründung des Jainismus; es erwähnt ihn sogar als einen Avatar Vishnus.

## Überlieferung
Der Name Rishabha wird in mehreren älteren Hindu-Texten erwähnt, doch erst im Adi-Purana, einer Schrift des 10. Jahrhunderts, wird sein Leben ausführlicher erzählt: Demzufolge war er Sohn des Königs Nabhi und seiner Gemahlin Marudevi aus der  halbmythischen Ikshvaku-Dynastie und wuchs auf in der Stadt Ayodhya.
Als Herrscher betätigte er sich als Kulturbringer und brachte den noch unzivilisierten Menschen seiner Zeit Ackerbau und Viehzucht bei und unterwies sie in den Künsten sowie in der Mathematik. Auch die Eheschließung, das Verbrennen der Toten und die Festlichkeiten zu Ehren der Götter werden auf ihn zurückgeführt.
Rishabha hatte zwei Ehefrauen – Yasaswati (oder auch Nanda bzw. Sumangala) brachte Bharata und seine Schwester Brahmi zur Welt; Sunanda hingegen war die Mutter von Bahubali und seiner Schwester Sundari. Insgesamt hatte er 100 Söhne.
In der Mitte seines Lebens entschloss sich Rishabha, ein besitz- und gewaltloser Asket zu werden und teilte sein Reich unter seinen ältesten Söhnen auf – Bharata erhielt das alte Kernland mit der Hauptstadt Ayodhya; Bahubali (auch Gomateshvara genannt) erhielt den südlichen Teil mit der Hauptstadt Podanpur. Es entbrannte ein Streit zwischen den beiden, der beinahe in einen Bruderkrieg mündete, jedoch durch einen Ringkampf entschieden wurde, aus dem Bahubali als Sieger hervorging; anschließend verzichtete dieser jedoch auf die Königswürde und entschloss sich – wie sein Vater – zu einem asketischen und gewaltfreien Leben. Bharata wurde der alleinige Herrscher – auf ihn geht die Bezeichnung ‚Bharata‘ für Indien zurück.
Einer Legende zufolge soll Rishaba am Ende seines Lebens am Berg Kailash gefastet und die Erleuchtung erlangt haben.

## Darstellung
Rishabha wird sowohl sitzend als auch stehend dargestellt – beides sind mögliche Meditationshaltungen. Bei sitzenden Darstellungen sind die Hände mit nach oben weisenden Handflächen ineinandergelegt; bei stehenden Darstellungen hängen die Arme seitlich des Körpers hinab, ohne diesen jedoch zu berühren (kayotsarga). Sein Haupthaar fällt manchmal bis auf die Schultern herab; es ist in der Regel etwas länger als das der anderen Tirthankaras. Sein Begleittier ist ein Bulle. Wie alle Tirthankaras ist er ausgezeichnet durch ein Brustjuwel, welches seine innere Reinheit symbolisiert, und durch tiefhängende Ohrläppchen, die auf seine prinzliche bzw. königliche Herkunft verweisen, da sie einst mit schwerem Ohrschmuck behangen waren.